# Sport Lisboa e Olivais
Lo Sport Lisboa e Olivais, noto semplicemente come Olivais, è una società polisportiva portoghese con sede a Lisbona, espressione dell'omonima freguesia. È una filiale dello Sport Lisboa e Benfica.

## Storia
Si tratta di una delle poche formazioni portoghesi amatoriali ad aver vinto uno dei massimi trofei nazionali; la sezione di calcio a 5 ha infatti vinto la Taça de Portugal nella stagione 2003-04.

## Rosa 2009/2010
| N. |                       | Ruolo | Calciatore     |
| -- | --------------------- | ----- | -------------- |
|    | Portogallo (bandiera) | POR   | Bruno Campos   |
|    | Portogallo (bandiera) | POR   | Vero           |
|    | Portogallo (bandiera) | POR   | Piranha        |
|    | Portogallo (bandiera) | DIF   | Bibi           |
|    | Portogallo (bandiera) | DIF   | Pedro Ferreira |
|    | Portogallo (bandiera) | LAT   | Dario          |
|    | Portogallo (bandiera) | LAT   | João Marçal    |

| N. |                       | Ruolo | Calciatore |
| -- | --------------------- | ----- | ---------- |
|    | Portogallo (bandiera) | LAT   | Estrela    |
|    | Portogallo (bandiera) | PIV   | Zézito     |
|    | Portogallo (bandiera) | PIV   | Gonçalo    |
|    | Portogallo (bandiera) | PIV   | Ricardo    |
|    | Portogallo (bandiera) | PIV   | Jony       |
|    | Portogallo (bandiera) | UNI   | João Pires |
|    | Portogallo (bandiera) | UNI   | Caturra    |

## Palmarès
- Taça de Portugal: 1

2003-04